# Gaston Lachaise
Gaston Lachaise (Parigi, 19 marzo 1882 – New York, 18 ottobre 1935) è stato uno scultore statunitense di origine francese, noto per i suoi turgidi nudi femminili di proporzioni massicce e scrupolosamente rifiniti. Ha avuto un ruolo importante nella nascita e diffusione del modernismo americano.

## Biografia

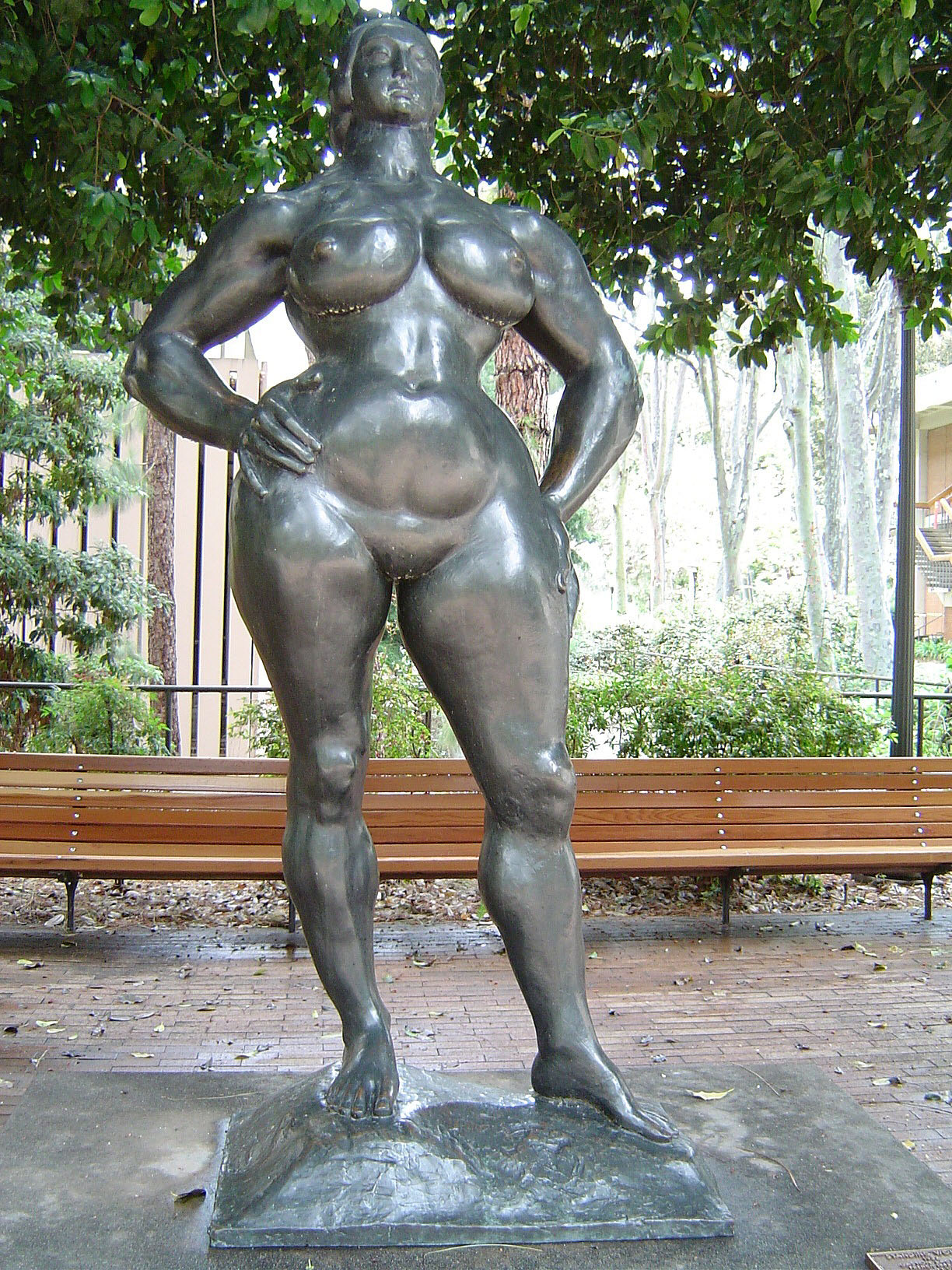
Standing Woman (1932), Università della California, Los Angeles

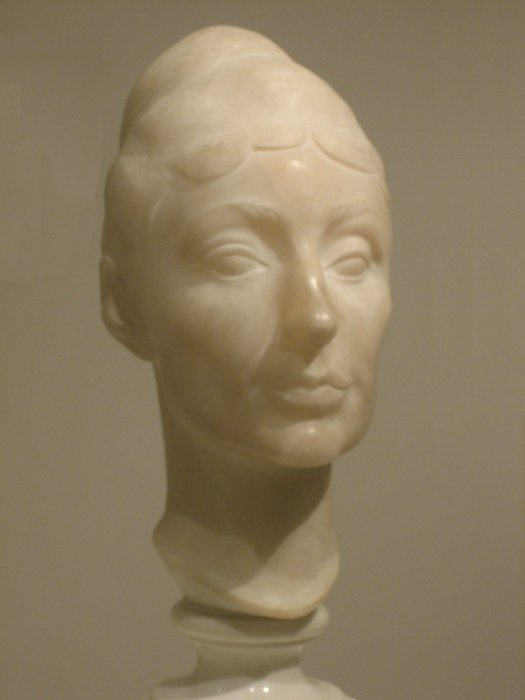
Georgia O'Keeffe, scultura in marmo, 1927, Metropolitan Museum of Art

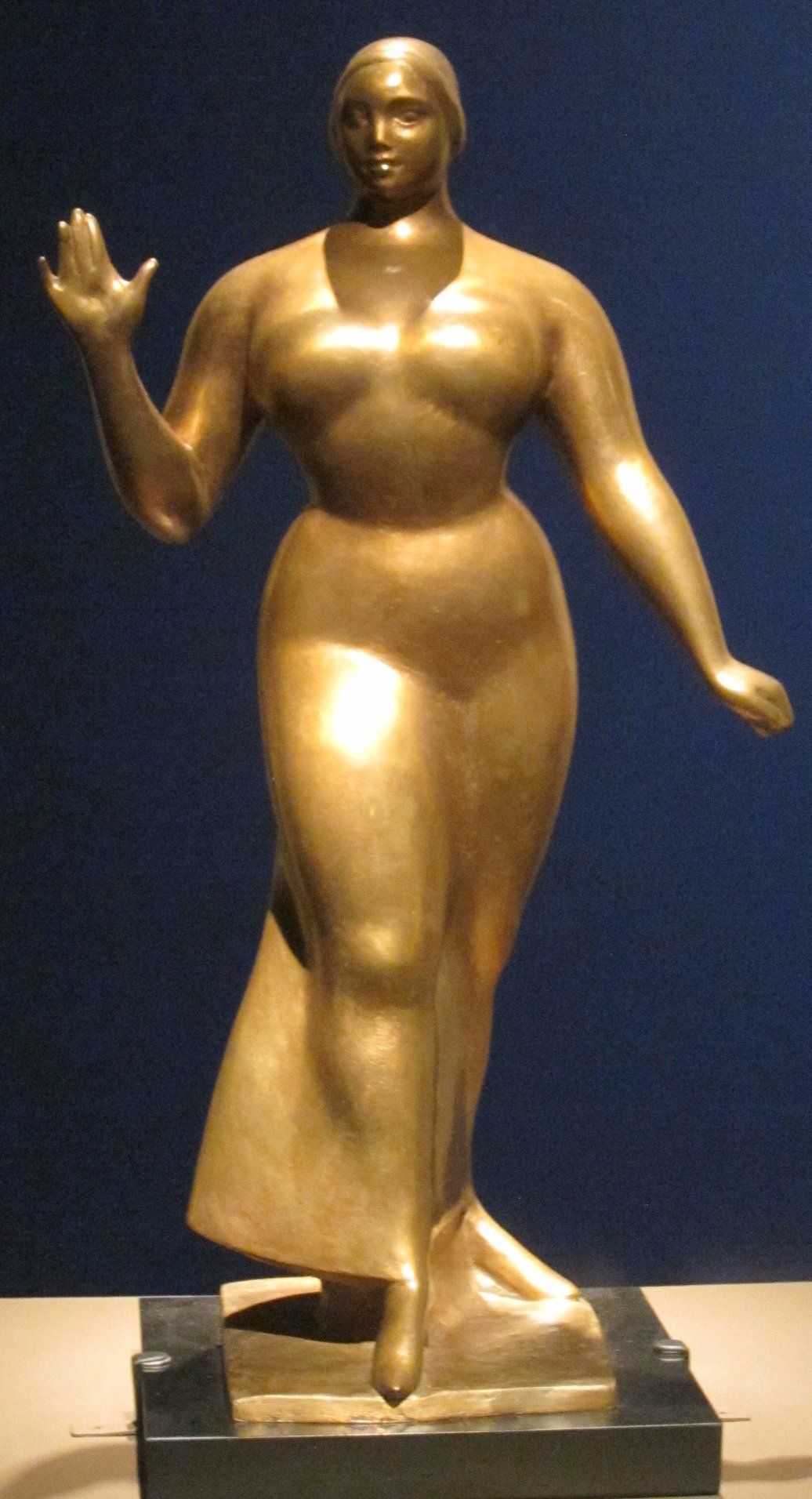
Walking Woman, scultura in bronzo, 1922, Honolulu Museum of Art

Gaston Lachaise nacque in una famiglia di artisti e artigiani, figlio di un ebanista che progettò l'appartamento di Gustave Eiffel all'interno della Torre Eiffel.
Gaston Lachaise proseguì la tradizione familiare e in giovane età, a tredici anni, incominciò a frequentare la scuola di artigianato Bernard Palissy, dove si avvicinò alle arti decorative, e all'età di sedici anni, per sei anni, studiò scultura all'École des beaux-arts, seguendo gli insegnamenti di Gabriel Jules Thomas.
Ai suoi esordi lavorò come designer di oggetti decorativi Art Nouveau, per l'orafo francese René Lalique, ottenendo buoni successi al Salon di Parigi e al concorso per il Prix de Rome.
Per motivi sentimentali Lachaise emigrò negli Stati Uniti, dapprima a Boston, dove collaborò come assistente con Henry Hudson Kitson, scultore accademico di monumenti militari, poi dal 1912 a New York, lavorando con lo scultore accademico Paul Manship.
Nel 1917 Lachaise sposò la musa ispiratrice della sua arte: la statunitense di origini franco-canadesi Isabel Dutaud Nagle.
Una sua importante retrospettiva fu allestita al Museo di Arte Moderna di New York nel 1935 e un suo nudo femminile fu esposto alla XXVII Biennale di Venezia nel 1954.
Lachaise ha fatto parte del comitato degli Independent Artists con il pittore Robert Henri, il pittore Marcel Duchamp e la scultrice Gertrude Vanderbilt Whitney.
Lachaise stava lavorando ad una seconda retrospettiva con la Philadelphia Art Alliance e ad un progetto per l'assemblea Fairmount Park di Filadelfia, quando morì di leucemia il 18 ottobre 1935, all'età di cinquantatré anni.

## Stile e opere
Nel 1912 incominciò a realizzare un grande bronzo, Femme debout, il primo di una serie di nudi femminili voluttuosi che furono la base ispiratrice ed il tema principale delle sue opere e della sua notorietà.
Lachaise modellò le sue figure in argilla o plastilina, le conservò in gesso e successivamente le fuse in bronzo.
Lachaise si dedicò alla creazione di numerosi busti, come quello del pittore John Marin, della poetessa Marianne Moore, del poeta e pittore E.E. Cummings, di alcune sculture monumentali come il fregio del Telephone Building (1921) e i bassorilievi per il Rockefeller Center (1931-1934); inoltre si contraddistinse anche come ritrattista e per la produzione di fontane e bronzi decorativi, principalmente raffiguranti animali.
Le sue opere più note risultarono: Standing Woman (1932), un nudo femminile voluttuoso caratterizzato da arti sinuosi e affusolati, da parti del corpo femminile distese ed esagerate in modi che ricordano le forme gonfie delle figure di fertilità del Paleolitico; La montagna (1913-1930), esposta al Philadelphia Museum of Art; Figura fluttuante (1927-1935), al Museum of Modern Art di New York.
Lachaise cercò di rinnovare la tradizione celebrativa della figura, sviluppando la sua arte dalle influenze iniziali di Aristide Maillol, per creare opere monumentali rappresentanti una nuova mitologia, caratterizzate da una rifinitura luministica e dinamica delle superfici, oltrepassanti il 
naturalismo.
La sua opera "Floating figures" ha ispirato i due designer statunitensi  Charles e Ray Eames per la progettazione della poltrona Poltrona La Chaise del 1948.

## Principali musei
- Art Institute of Chicago;
- Addison Gallery of American Art;
- Brooklyn Museum;
- Cleveland Museum of Art;
- Currier Museum of Art;
- Detroit Institute of Arts;
- De Young Memorial Museum;
- Harvard Art Museums;
- Honolulu Museum of Art;
- Indiana University Art Museum;
- Memorial Art Gallery;
- Metropolitan Museum of Art;
- Milwaukee Art Museum;
- Museum of Fine Arts, Boston;
- Museum of Modern Art;
- Nasher Sculpture Center;
- National Portrait Gallery (Stati Uniti);
- New Mexico Museum of Art;
- Pennsylvania Academy of the Fine Arts;
- Phillips Collection;
- Sheldon Museum of Art;
- Smart Museum of Art;
- Smithsonian Institution;
- Walker Art Center;
- Worcester Art Museum.